# أوسكار هودجز
أوسكار هودجز (بالإنجليزية: Wilfrid Hodges)‏ هو فيلسوف ورياضياتي بريطاني، ولد في 27 مايو 1941.